# Ilagan
Ilagan è una municipalità di prima classe delle Filippine, capoluogo della Provincia di Isabela, nella Regione della Valle di Cagayan.
Ilagan è formata da 91 baranggay:
- Aggasian
- Alibagu
- Allinguigan 1st
- Allinguigan 2nd
- Allinguigan 3rd
- Arusip
- Baculod (Pob.)
- Bagong Silang
- Bagumbayan (Pob.)
- Baligatan
- Ballacong
- Bangag
- Batong-Labang
- Bigao
- Cabannungan 1st
- Cabannungan 2nd
- Cabeseria 2 (Dappat)
- Cabeseria 3 (San Fernando)
- Cabeseria 4 (San Manuel)
- Cabeseria 5 (Baribad)
- Cabeseria 6 & 24 (Villa Marcos)
- Cabeseria 7 (Nangalisan)
- Cabeseria 9 and 11 (Capogotan)
- Cabeseria 10 (Lapigui)
- Cabeseria 14 and 16 (Casilagan)
- Cabeseria 17 and 21 (San Rafael)
- Cabeseria 19 (Villa Suerte)
- Cabeseria 22 (Sablang)
- Cabeseria 23 (San Francisco)
- Cabeseria 25 (Sta. Lucia)

- Cabeseria 27 (Abuan)
- Cadu
- Calamagui 1st
- Calamagui 2nd
- Camunatan
- Capellan
- Capo
- Carikkikan Norte
- Carikkikan Sur
- Centro Poblacion
- Centro - San Antonio
- Fugu
- Fuyo
- Gayong-Gayong Norte
- Gayong-Gayong Sur
- Guinatan
- Imelda Bliss Village
- Lullutan
- Malalam
- Malasin (Angeles)
- Manaring
- Mangcuram
- Marana I
- Marana II
- Marana III
- Minabang
- Morado
- Naguilian Norte
- Naguilian Sur
- Namnama
- Nanaguan

- Osmeña (Sinippil)
- Paliueg
- Pasa
- Pilar
- Quimalabasa
- Rang-ayan (Bintacan)
- Rugao
- Salindingan
- San Andres (Angarilla)
- San Felipe
- San Ignacio (Canapi)
- San Isidro
- San Juan
- San Lorenzo
- San Pablo
- San Rodrigo
- San Vicente (Pob.)
- Santa Barbara (Pob.)
- Santa Catalina
- Santa Isabel Norte
- Santa Isabel Sur
- Santa Maria (Cabeseria 8)
- Santa Victoria
- Santo Tomas
- Siffu
- Sindon Bayabo
- Sindon Maride
- Sipay
- Tangcul
- Villa Imelda (Maplas)